# ABC Records
ABC Records era una casa discografica nata nel 1955 fondata a New York col nome "ABC-Paramount Records", casa discografica della Am-Par Record Corporation, sussidiaria della American Broadcasting Company, che mutò il nome nel 1965.
Distribuiva il materiale della Dunhill Records, della Sire Records e della Anchor records, sotto il nome "ABC-Dunhill Records".
Una sua affiliata, la Probe, tra il 1968 ed il 1970 si specializzò nella produzione di album di rock progressivo di alcuni artisti tra i quali i Soft Machine ed i Rare Bird.
A causa di problemi finanziari l'etichetta fu venduta alla MCA Records nel 1979.